# École militaire des sports (Tunisie)
L’École militaire des sports est un établissement tunisien situé à Tunis et chargé de la formation des militaires (officiers, techniciens supérieurs, sous-officiers et hommes de troupe) et des spécialistes en éducation sportive et sport.

## Formation

### Domaine de formation
- Officier des sports
- Technicien supérieur en sciences et techniques des activités physiques et sportives
- Brevet de spécialité du deuxième degré (éducateur sportif en chef et éducateur sportif) et du troisième degré (brevet de spécialité en aide d'éducateur sportif)

### Durée de formation
- Pour les officiers des sports : une formation théorique et pratique qui permet à l'officier de compléter ses connaissances en matière d'éducation physique et de sport
- Pour les techniciens supérieurs : trois ans de formation (un semestre pour la formation militaire et cinq semestres de formation théorique et pratique en éducation physique et sport)
- Pour les éducateurs sportifs en chef : une année de formation (formation théorique et pratique en éducation physique et sport)
- Pour les éducateurs sportifs : deux ans de formation
- Pour les aides d'éducateurs sportifs : l'école organise des stages pour les hommes de troupe qui sont qualifiés en sport pour les rendre aptes à seconder les spécialistes en éducation physique et sport